# Germany’s Next Topmodel/Staffel 3
Die dritte Staffel der deutschen Castingshow Germany’s Next Topmodel wurde vom 28. Februar 2008 bis zum 5. Juni 2008 auf dem Privatsender ProSieben ausgestrahlt. Als Siegerin wurde Jennifer Hof gekürt, Zweite wurde Janina Delia Schmidt vor Christina Leibold.

## Überblick
Wie in den ersten beiden Staffeln waren Heidi Klum und Peyman Amin in der Jury. Bruce Darnell verließ die Sendung und übernahm eine eigene Show bei der ARD. Sein Nachfolger war der Casting-Direktor Rolf Scheider. Neben den drei Juroren saß in jeder Folge ein weiterer Gast in der Jury. Boris Entrup hatte nur noch werbende Gastauftritte für eine Make-up-Marke. Der Titelsong der dritten Staffel war Amazing von Seal. Die Trailermusik war Acceptable in the 80’s von Calvin Harris.
18.217 Frauen und Mädchen bewarben sich für die Staffel. In der ersten Sendung wurden 30 von 120 Kandidatinnen ausgewählt. Am Ende der zweiten Sendung gab es noch 19 Kandidatinnen. Im ersten Teil der Sendung verabschiedete die Jury fünf Models, am Ende der Folge nochmals fünf und eine Bewerberin verließ die Show aus persönlichen Gründen. Die Kandidatin Anna Vanessa Hegelmaier pausierte in der neunten Folge wegen einer Gehirnerschütterung und entschied sich in der zehnten Folge zu einem freiwilligen Ausstieg. Im Finale am 5. Juni 2008 kürte die Jury Jennifer Hof zur Siegerin. Sie erhielt einen Vertrag mit IMG Models, wurde das neue Gesicht der Kollektion von C&A und kam auf die Titelseite der deutschen Cosmopolitan. Vom Hauptsponsor Volkswagen erhielt sie einen VW Scirocco. Bei LR wurde ihre eigene Parfümmarke Jenny K.L. produziert. 2014 erklärte sie, dass sie ihre Karriere beendet habe. Die unterlegenen Finalistinnen erhielten einen VW CrossPolo.
Janina Delia Schmidt modelte nach eigenen Angaben vier Jahre intensiv und gab 2014 an, die Seiten gewechselt zu haben und seit 2012 hauptsächlich als Bookerin zu arbeiten. Christina Leibold nahm nach der Sendung ihr Medienmanagementstudium wieder auf und modelte nebenbei (Stand 2009). Carolin Ruppert war einige Zeit als TV-Moderatorin ihrer eigenen Sendung Look beim zum Jahresende 2013 hin eingestellten Sender Das Vierte tätig. Die Sendung wurde aufgrund mangelnder Quoten eingestellt. Raquel Deborah Alvarez stand unter anderem bei Visage (Schweiz) und bei Elite-Models in São Paulo unter Vertrag. 2011 hatte sie in Brasilien ihren ersten Erfolg als Designerin. 2011 nahm Sarah Knappik an der RTL-Show Ich bin ein Star – Holt mich hier raus! teil und 2013 an Wild Girls – Auf High Heels durch Afrika. 2017 nahm Gina-Lisa Lohfink an Ich bin ein Star – Holt mich hier raus! teil, ebenso wie 2019 Gisele Oppermann. Elena Rotter war Playmate des Monats Mai 2013 in der deutschen Ausgabe des Playboy.

## Teilnehmerinnen
| Finalistinnen der 3. Staffel *                             | Finalistinnen der 3. Staffel * | Finalistinnen der 3. Staffel * | Finalistinnen der 3. Staffel * | Finalistinnen der 3. Staffel *       |
| Teilnehmerin                                               | Platz                          | Alter                          | Wohnort                        | Beruf                                |
| ---------------------------------------------------------- | ------------------------------ | ------------------------------ | ------------------------------ | ------------------------------------ |
| Jennifer Hof                                               | 1                              | 17                             | Rodgau                         | Schülerin                            |
| Janina Delia Schmidt                                       | 2                              | 24                             | Hamburg                        | Friseurin                            |
| Christina Leibold                                          | 3                              | 21                             | Volkach-Fahr                   | Studentin (Medienmanagement)         |
| Endrundenteilnehmerinnen der 3. Staffel *                  |                                |                                |                                |                                      |
| Teilnehmerin                                               | Platz                          | Alter                          | Wohnort                        | Beruf                                |
| Carolin Ruppert                                            | 4                              | 24                             | Kelkheim                       | Studentin (BWL)                      |
| Wanda Badwal                                               | 4                              | 23                             | Hamburg                        | Musical-Darstellerin                 |
| Gisele Oppermann                                           | 6                              | 20                             | Braunschweig                   | Pferdezüchterin                      |
| Raquel Deborah Alvarez                                     | 7                              | 22                             | Bern                           | Studentin (Jura)                     |
| Sarah Knappik                                              | 8                              | 21                             | Bochum                         | Praktikantin                         |
| Anna Vanessa Hegelmaier**                                  | 9                              | 20                             | Bielefeld                      | Lehramtsstudentin                    |
| Sophia Maus                                                | 10                             | 19                             | Aachen                         | Abiturientin                         |
| Bianca Schumacher                                          | 11                             | 20                             | Krefeld                        | Promoterin                           |
| Gina-Lisa Lohfink                                          | 12                             | 21                             | Seligenstadt                   | Mitarbeiterin in einem Fitnessstudio |
| Katharina Yvonne Harms                                     | 12                             | 18                             | Bremen                         | Auszubildende                        |
| Elena Rotter                                               | 14                             | 20                             | Salzburg                       | Studentin                            |
| Aline Tausch                                               | 15                             | 20                             | München                        | Studentin, Messehostess              |
| Taina Santos Silva                                         | 15                             | 18                             | Brühl                          | Schülerin                            |
| Aisha Grone                                                | 17                             | 16                             | Modautal-Brandau               | Schülerin                            |
| Rubina Radwanski                                           | 17                             | 17                             | Frankfurt am Main              | Studentin                            |
| Sandra Korte                                               | 17                             | 22                             | Leipzig                        | Promoterin                           |
| * Stand der Angaben zu den Teilnehmerinnen: Staffelbeginn  |                                |                                |                                |                                      |
| ** Freiwillig wegen gesundheitlicher Probleme ausgestiegen |                                |                                |                                |                                      |

## Einschaltquoten
| Folgen | Zeitraum                   | Sendeplatz            | Zuschauer        | Zuschauer     | Marktanteil      | Marktanteil   | Quelle |
| Folgen | Zeitraum                   | Sendeplatz            | Durchschnittlich | 14 – 49 Jahre | Durchschnittlich | 14 – 49 Jahre | Quelle |
| ------ | -------------------------- | --------------------- | ---------------- | ------------- | ---------------- | ------------- | ------ |
| 17     | 28. Februar – 8. Juni 2008 | Donnerstag, 20:15 Uhr | 3,67 Mio.        | 2,77 Mio.     | 12,9 %           | 23,2 %        | [ 11 ] |